# Defiance (Ohio)
Defiance es una ciudad ubicada en el condado de Defiance en el estado estadounidense de Ohio. En el Censo de 2010 tenía una población de 16494 habitantes y una densidad poblacional de 525,18 personas por km².

## Geografía
Defiance se encuentra ubicada en las coordenadas 41°16′52″N 84°22′7″O / 41.28111, -84.36861. Según la Oficina del Censo de los Estados Unidos, Defiance tiene una superficie total de 31.41 km², de la cual 30.09 km² corresponden a tierra firme y (4.2%) 1.32 km² es agua.

## Demografía
Según el censo de 2010, había 16494 personas residiendo en Defiance. La densidad de población era de 525,18 hab./km². De los 16494 habitantes, Defiance estaba compuesto por el 88.12% blancos, el 3.58% eran afroamericanos, el 0.3% eran amerindios, el 0.38% eran asiáticos, el 0.02% eran isleños del Pacífico, el 4.77% eran de otras razas y el 2.83% pertenecían a dos o más razas. Del total de la población el 14.41% eran hispanos o latinos de cualquier raza.

## Curiosidades
La segunda temporada de la serie de ficción política Scandal, se centra en la referencia a este condado. El Presidente Fitzgerald Thomas Grant III (Tony Goldwyn), gana las elecciones y se convierte en El Presidente de los Estados Unidos cuando se amañan las máquinas para votar de este condado.